# Temporada 2011 del Campeonato Mundial de Rally
La temporada 2011 fue la edición 39º del Campeonato Mundial de Rally (WRC). Contó con 13 pruebas, empezando en el Rally de Suecia el 10 de febrero y terminando en el Rally de Gran Bretaña el 13 de noviembre. El ganador fue Sébastien Loeb, que consiguió su octavo título mundial consecutivo.

## Cambios y novedades
- Se mantienen los campeonatos paralelos: Producción, Super 2000 y el Campeonato Junior se sustituyó por la Academia WRC.
- El equipo Mini se incorpora al campeonato, pero haciéndolo de manera gradual, competirá solamente parte del calendario con el propósito de hacerlo de manera completa en la temporada 2012.[1]
- Los nuevos World Rally Car, cuentan con motor 1.6 litros, turbo y tracción a las cuatro ruedas.
- Se prohíben dispositivos tales como el control del tracción, diferencial central activo y caja de cambios con levas en el volante.[2]
- Se introduce el Power Stage (Super Tramo), el último tramo de cada rally se repartirá 3, 2 y 1 puntos extra a los tres primeros clasificados del mismo.

### Puntuación
| Posición | 1º | 2º | 3º | 4º | 5º | 6º | 7º | 8º | 9º | 10º |
| Puntos   | 25 | 18 | 15 | 12 | 10 | 8  | 6  | 4  | 2  | 1   |

## Calendario
| N.º | Fecha                         | Prueba                     | Superficie | Campeonatos               | Resultados |
| --- | ----------------------------- | -------------------------- | ---------- | ------------------------- | ---------- |
| 1   | 10-13 de febrero              | Rally Sweden               | Nieve      | PWRC                      | Resultados |
| 2   | 3-6 de marzo                  | Rally Guanajuato México    | Tierra     | SWRC                      | Resultados |
| 3   | 24-27 de marzo                | Vodafone Rally de Portugal | Tierra     | PWRC / WRC Academy        | Resultados |
| 4   | 14-16 de abril                | Jordan Rally               | Tierra     | SWRC                      | Resultados |
| 5   | 5-8 de mayo                   | Rally d'Italia Sardegna    | Tierra     | SWRC / WRC Academy        | Resultados |
| 6   | 26-29 de mayo                 | Rally Argentina            | Tierra     | PWRC                      | Resultados |
| 7   | 16-19 de junio                | Acropolis Rally of Greece  | Tierra     | SWRC                      | Resultados |
| 8   | 28-31 de julio                | Neste Oil Rally Finland    | Tierra     | SWRC / PWRC / WRC Academy | Resultados |
| 9   | 18-21 de agosto               | ADAC Rallye Deutschland    | Asfalto    | SWRC / WRC Academy        | Resultados |
| 10  | 8-11 de septiembre            | Rally Australia            | Tierra     | PWRC                      | Resultados |
| 11  | 29 de septiembre-2 de octubre | Rallye de France           | Asfalto    | SWRC / WRC Academy        | Resultados |
| 12  | 20-23 de octubre              | RACC Rally de España       | Asfalto    | SWRC / PWRC               | Resultados |
| 13  | 10-13 de noviembre            | Wales Rally GB             | Tierra     | PWRC / WRC Academy        | Resultados |

## Equipos

### WRC
- Tres equipos oficiales participaron en 2011: Citroën, Ford y MINI, aunque este último no se registró en el campeonato de constructores. Nueve equipos privados se registraron para el campeonato de constructores. En total dieciocho equipos siguieron el campeonato de manera regular y tres al completo: Citroën, Ford y Petter Solberg World Rally Team.

| Equipos oficiales registrados en el campeonato de constructores    | Equipos oficiales registrados en el campeonato de constructores | Equipos oficiales registrados en el campeonato de constructores | Equipos oficiales registrados en el campeonato de constructores | Equipos oficiales registrados en el campeonato de constructores | Equipos oficiales registrados en el campeonato de constructores | Equipos oficiales registrados en el campeonato de constructores | Equipos oficiales registrados en el campeonato de constructores | Equipos oficiales registrados en el campeonato de constructores | Equipos oficiales registrados en el campeonato de constructores |
| Equipo                                                             | Constructor                                                     | Coche                                                           | N.º                                                             | Piloto                                                          | Copiloto                                                        | Rallyes                                                         |                                                                 |                                                                 |                                                                 |
| ------------------------------------------------------------------ | --------------------------------------------------------------- | --------------------------------------------------------------- | --------------------------------------------------------------- | --------------------------------------------------------------- | --------------------------------------------------------------- | --------------------------------------------------------------- | --------------------------------------------------------------- | --------------------------------------------------------------- | --------------------------------------------------------------- |
| Citroën Total World Rally Team                                     | Citroën                                                         | Citroën DS3 WRC                                                 | 1                                                               | Sébastien Loeb                                                  | Daniel Elena                                                    | 1-13                                                            |                                                                 |                                                                 |                                                                 |
| Citroën Total World Rally Team                                     | Citroën                                                         | Citroën DS3 WRC                                                 | 2                                                               | Sébastien Ogier                                                 | Julien Ingrassia                                                | 1-13                                                            |                                                                 |                                                                 |                                                                 |
| Ford Abu Dhabi World Rally Team                                    | Ford                                                            | Ford Fiesta RS WRC                                              | 3                                                               | Mikko Hirvonen                                                  | Jarmo Lehtinen                                                  | 1-13                                                            |                                                                 |                                                                 |                                                                 |
| Ford Abu Dhabi World Rally Team                                    | Ford                                                            | Ford Fiesta RS WRC                                              | 4                                                               | Jari-Matti Latvala                                              | Miikka Anttila                                                  | 1-13                                                            |                                                                 |                                                                 |                                                                 |
| Equipos privados registrados en el campeonato de constructores     |                                                                 |                                                                 |                                                                 |                                                                 |                                                                 |                                                                 |                                                                 |                                                                 |                                                                 |
| M-Sport Stobart Ford World Rally Team                              | Ford                                                            | Ford Fiesta RS WRC                                              | 5                                                               | Henning Solberg                                                 | Ilka Minor                                                      | 1–4                                                             |                                                                 |                                                                 |                                                                 |
| M-Sport Stobart Ford World Rally Team                              | Ford                                                            | Ford Fiesta RS WRC                                              | 15                                                              | Henning Solberg                                                 | Ilka Minor                                                      | 5-11                                                            |                                                                 |                                                                 |                                                                 |
| M-Sport Stobart Ford World Rally Team                              | Ford                                                            | Ford Fiesta RS WRC                                              | 5                                                               | Matthew Wilson                                                  | Scott Martin                                                    | 5–11                                                            |                                                                 |                                                                 |                                                                 |
| M-Sport Stobart Ford World Rally Team                              | Ford                                                            | Ford Fiesta RS WRC                                              | 15                                                              | Matthew Wilson                                                  | Scott Martin                                                    | 1-4                                                             |                                                                 |                                                                 |                                                                 |
| M-Sport Stobart Ford World Rally Team                              | Ford                                                            | Ford Fiesta RS WRC                                              | 6                                                               | Evgeny Novikov                                                  | Denis Giraudet                                                  | 10                                                              |                                                                 |                                                                 |                                                                 |
| M-Sport Stobart Ford World Rally Team                              | Ford                                                            | Ford Fiesta RS WRC                                              | 54                                                              | Evgeny Novikov                                                  | Stéphane Prevot                                                 | 2-5                                                             |                                                                 |                                                                 |                                                                 |
| M-Sport Stobart Ford World Rally Team                              | Ford                                                            | Ford Fiesta RS WRC                                              | 54                                                              | Evgeny Novikov                                                  | Denis Giraudet                                                  | 7-8, 11                                                         |                                                                 |                                                                 |                                                                 |
| M-Sport Stobart Ford World Rally Team                              | Ford                                                            | Ford Fiesta RS WRC                                              | 6                                                               | Mads Østberg                                                    | Jonas Andersson                                                 | 1–9, 11                                                         |                                                                 |                                                                 |                                                                 |
| M-Sport Stobart Ford World Rally Team                              | Ford                                                            | Ford Fiesta RS WRC                                              | 16                                                              | Per-Gunnar Andersson                                            | Emil Axelsson                                                   | 5                                                               |                                                                 |                                                                 |                                                                 |
| M-Sport Stobart Ford World Rally Team                              | Ford                                                            | Ford Fiesta RS WRC                                              | 16                                                              | Aaron Burkart                                                   | Andre Kachel                                                    | 9                                                               |                                                                 |                                                                 |                                                                 |
| M-Sport Stobart Ford World Rally Team                              | Ford                                                            | Ford Fiesta RS WRC                                              | 18                                                              | Ott Tänak                                                       | Kuldar Sikk                                                     | 13                                                              |                                                                 |                                                                 |                                                                 |
| Munchi's Ford World Rally Team                                     | Ford                                                            | Ford Fiesta RS WRC                                              | 7                                                               | Federico Villagra                                               | Jorge Pérez Companc                                             | 2–6                                                             |                                                                 |                                                                 |                                                                 |
| Munchi's Ford World Rally Team                                     | Ford                                                            | Ford Fiesta RS WRC                                              | 7                                                               | Federico Villagra                                               | Jose Diaz                                                       | 7                                                               |                                                                 |                                                                 |                                                                 |
| Munchi's Ford World Rally Team                                     | Ford                                                            | Ford Fiesta RS WRC                                              | 7                                                               | Federico Villagra                                               | Diego Curletto                                                  | 12                                                              |                                                                 |                                                                 |                                                                 |
| ICE1 Racing                                                        | Citroën                                                         | Citroën DS3 WRC                                                 | 8                                                               | Kimi Räikkönen                                                  | Kaj Lindström                                                   | 1, 3–4, 7–13                                                    |                                                                 |                                                                 |                                                                 |
| FERM Power Tools World Rally Team                                  | Ford                                                            | Ford Fiesta RS WRC                                              | 9                                                               | Dennis Kuipers                                                  | Frédéric Miclotte                                               | 1–3, 5, 7–9, 11-13                                              |                                                                 |                                                                 |                                                                 |
| FERM Power Tools World Rally Team                                  | Ford                                                            | Ford Fiesta RS WRC                                              | 9                                                               | Dennis Kuipers                                                  | Bjorn Degandt                                                   | 4                                                               |                                                                 |                                                                 |                                                                 |
| FERM Power Tools World Rally Team                                  | Ford                                                            | Ford Fiesta RS WRC                                              | 18                                                              | René Kuipers                                                    | Robin Buysmans                                                  | 9                                                               |                                                                 |                                                                 |                                                                 |
| FERM Power Tools World Rally Team                                  | Ford                                                            | Ford Fiesta RS WRC                                              | 18                                                              | René Kuipers                                                    | Annemieke Hulzebos                                              | 7–8                                                             |                                                                 |                                                                 |                                                                 |
| FERM Power Tools World Rally Team                                  | Ford                                                            | Ford Fiesta S2000                                               | 18                                                              | René Kuipers                                                    | Annemieke Hulzebos                                              | 1, 3, 5                                                         |                                                                 |                                                                 |                                                                 |
| Team Abu Dhabi                                                     | Ford                                                            | Ford Fiesta RS WRC                                              | 10                                                              | Khalid Al Qassimi                                               | Michael Orr                                                     | 1,3–5, 8, 10-11                                                 |                                                                 |                                                                 |                                                                 |
| Team Abu Dhabi                                                     | Ford                                                            | Ford Fiesta RS WRC                                              | 10                                                              | Evgeny Novikov                                                  | Denis Giraudet                                                  | 13                                                              |                                                                 |                                                                 |                                                                 |
| Monster World Rally Team                                           | Ford                                                            | Ford Fiesta RS WRC                                              | 43                                                              | Ken Block                                                       | Alessandro Gelsomino                                            | 1–3, 6, 9–11                                                    |                                                                 |                                                                 |                                                                 |
| Petter Solberg World Rally Team                                    | Citroën                                                         | Citroën DS3 WRC                                                 | 11                                                              | Petter Solberg                                                  | Chris Patterson                                                 | 1-13                                                            |                                                                 |                                                                 |                                                                 |
| Van Merksteijn Motorsport                                          | Citroën                                                         | Citroën DS3 WRC                                                 | 14                                                              | Peter Van Merksteijn, Jr.                                       | Eddy Chevaillier                                                | 3–7                                                             |                                                                 |                                                                 |                                                                 |
| Van Merksteijn Motorsport                                          | Citroën                                                         | Citroën DS3 WRC                                                 | 14                                                              | Peter Van Merksteijn, Jr.                                       | Erwin Mombaerts                                                 | 9–11                                                            |                                                                 |                                                                 |                                                                 |
| Van Merksteijn Motorsport                                          | Citroën                                                         | Citroën DS3 WRC                                                 | 20                                                              | Peter Van Merksteijn, Sr.                                       | Erwin Mombaerts                                                 | 5, 7                                                            |                                                                 |                                                                 |                                                                 |
| Brazil World Rally Team                                            | MINI                                                            | Mini John Cooper Works S2000                                    | 12                                                              | Daniel Oliveira                                                 | Carlos Magalhaes                                                | 3–4                                                             |                                                                 |                                                                 |                                                                 |
| Brazil World Rally Team                                            | MINI                                                            | Mini John Cooper Works WRC                                      | 12                                                              | Daniel Oliveira                                                 | Carlos Magalhaes                                                | 5–11                                                            |                                                                 |                                                                 |                                                                 |
| Equipos oficiales no registrados en el campeonato de constructores |                                                                 |                                                                 |                                                                 |                                                                 |                                                                 |                                                                 |                                                                 |                                                                 |                                                                 |
| Mini WRC Team                                                      | MINI                                                            | Mini John Cooper Works WRC                                      | 37                                                              | Dani Sordo                                                      | Carlos del Barrio                                               | 5,8,9,11-13                                                     |                                                                 |                                                                 |                                                                 |
| Mini WRC Team                                                      | MINI                                                            | Mini John Cooper Works WRC                                      | 52                                                              | Kris Meeke                                                      | Paul Nagle                                                      | 5,8,9,11-13                                                     |                                                                 |                                                                 |                                                                 |
| Equipos privados no registrados en el campeonato de constructores  |                                                                 |                                                                 |                                                                 |                                                                 |                                                                 |                                                                 |                                                                 |                                                                 |                                                                 |
| Per-Gunnar Andersson                                               | Ford                                                            | Ford Fiesta RS WRC                                              | 16                                                              | Per-Gunnar Andersson                                            | Emil Axelsson                                                   | 1                                                               |                                                                 |                                                                 |                                                                 |
| Team Quinta do Lorde                                               | Ford                                                            | Ford Fiesta RS WRC                                              | 16                                                              | Bernardo Sousa                                                  | António Costa                                                   | 3                                                               |                                                                 |                                                                 |                                                                 |
| Motorsport Italia/BAMP                                             | MINI                                                            | Mini John Cooper Works S2000                                    | 17                                                              | Armindo Araújo                                                  | Miguel Ramalho                                                  | 3                                                               |                                                                 |                                                                 |                                                                 |
| Motorsport Italia/BAMP                                             | MINI                                                            | Mini John Cooper Works WRC                                      | 17                                                              | Armindo Araújo                                                  | Miguel Ramalho                                                  | 5, 7–9, 11                                                      |                                                                 |                                                                 |                                                                 |
| Grifone                                                            | MINI                                                            | Mini John Cooper Works WRC                                      | 18                                                              | Matti Rantanen                                                  | Mikko Lukka                                                     | 8                                                               |                                                                 |                                                                 |                                                                 |
| Grifone                                                            | MINI                                                            | Mini John Cooper Works WRC                                      | 51                                                              | Patrik Flodin                                                   | Goran Bergsten                                                  | 5, 9                                                            |                                                                 |                                                                 |                                                                 |
| Team Greece                                                        | Ford                                                            | Ford Fiesta RS WRC                                              | 19                                                              | Lambros Athanassoulas                                           | Nikolaos Zakheos                                                | 7                                                               |                                                                 |                                                                 |                                                                 |
| HJ-Autotalo.com                                                    | Ford                                                            | Ford Fiesta RS WRC                                              | 19                                                              | Jari Ketomaa                                                    | Mika Stenberg                                                   | 8                                                               |                                                                 |                                                                 |                                                                 |
| Team Therminator                                                   | MINI                                                            | Mini John Cooper Works WRC                                      | 51                                                              | Mattias Therman                                                 | Janne Perälä                                                    | 8                                                               |                                                                 |                                                                 |                                                                 |
| Equipe de France FFSA                                              | MINI                                                            | Mini John Cooper Works WRC                                      | 55                                                              | Pierre Campana                                                  | Sabrina De Castelli                                             | 9, 11                                                           |                                                                 |                                                                 |                                                                 |
| Volkswagen Motorsport                                              | Škoda                                                           | Škoda Fabia S2000                                               | 19                                                              | Christian Riedemann                                             | Michael Wenzel                                                  | 9                                                               |                                                                 |                                                                 |                                                                 |
| Volkswagen Motorsport                                              | Škoda                                                           | Škoda Fabia S2000                                               | 20                                                              | Hans Weijs, Jr.                                                 | Bjorn Degandt                                                   | 9                                                               |                                                                 |                                                                 |                                                                 |
| Volkswagen Motorsport                                              | Škoda                                                           | Škoda Fabia S2000                                               | 50                                                              | Joonas Lindroos                                                 | Pasi Kipeläinen                                                 | 8                                                               |                                                                 |                                                                 |                                                                 |
| Volkswagen Motorsport                                              | Škoda                                                           | Škoda Fabia S2000                                               | 54                                                              | Andreas Mikkelsen                                               | Ola Floene                                                      | 8                                                               |                                                                 |                                                                 |                                                                 |

### SWRC
| N.º | Equipo                    | Piloto               | Copiloto              | Coche             |
| --- | ------------------------- | -------------------- | --------------------- | ----------------- |
| 21  | Czech Ford National Team  | Martin Prokop        | Jan Tománek           | Ford Fiesta S2000 |
| 22  | MM Motorsport             | Ott Tänak            | Kuldar Sikk           | Ford Fiesta S2000 |
| 23  | Barwa World Rally Team    | Nasser Al-Attiyah    | Giovanni Bernacchini  | Ford Fiesta S2000 |
| 24  | Team Ford/Quinta Do Lorde | Bernardo Sousa       | António Costa         | Ford Fiesta S2000 |
| 25  | Red Bull Škoda            | Juho Hänninen        | Mikko Markkula        | Škoda Fabia S2000 |
| 27  | Red Bull Škoda            | Hermann Gassner, Jr. | Katharina Wüstenhagen | Škoda Fabia S2000 |
| 26  | ME3 Rally Team            | Karl Kruuda          | Martin Järveoja       | Škoda Fabia S2000 |

### PWRC
| N.º | Equipo                          | Piloto              | Copiloto               | Coche                    |
| --- | ------------------------------- | ------------------- | ---------------------- | ------------------------ |
| 21  | Uspenskiy Rally Tecnica         | Patrik Flodin       | Göran Bergsten         | Subaru Impreza WRX STI   |
| 22  | Lotos Dynamic Rally Team        | Michal Kosciuszko   | Miciek Szczepaniak     | Mitsubishi Lancer Evo X  |
| 23  | Gianluca Linari                 | Gianluca Linari     | Paolo Gregoriani       | Subaru Impreza WRX STI   |
| 24  | Bilbutikken AS World Rally Team | Anders Grøndal      | Veronica Engan         | Subaru Impreza WRX STI   |
| 25  | Jukka Ketomaki                  | Jukka Ketomaki      | Kai Risberg            | Mitsubishi Lancer Evo X  |
| 26  | Czech National Team             | Martin Semerád      | Michal Ernst           | Mitsubishi Lancer Evo IX |
| 27  | Harry Hunt                      | Harry Hunt          | Sebastian Marshall     | Citroën DS3 R3           |
| 28  | Team Abu Dhabi                  | Majed Al Shamsi     | Khalid Al Kedi         | Subaru Impreza WRX STI   |
| 29  | Team Abu Dhabi                  | Bader Al Jabri      | Stephen McAuley        | Subaru Impreza WRX STI   |
| 30  | Mentos Ascania Racing           | Oleksandr Saliuk    | Pavel Cherepin         | Mitsubishi Lancer Evo IX |
| 31  | Mentos Ascania Racing           | Oleksiyi Kikireshko | Vadim Chernega         | Mitsubishi Lancer Evo IX |
| 32  | Mentos Ascania Racing           | Valeriy Gorban      | Evgeniy Leonov         | Mitsubishi Lancer Evo IX |
| 33  | Dmitry Tagirov                  | Dmitry Tagirov      | Anna Zavershinskaya    | Subaru Impreza WRX STI   |
| 34  | Darnitsa Motorsport             | Yuriy Protasov      | Adrian Aftanaziv       | Mitsubishi Lancer Evo X  |
| 35  | Nicolás Fuchs                   | Nicolás Fuchs       | Rubén Francisco Garcia | Mitsubishi Lancer Evo IX |
| 36  | Rami Daoud Jaber                | Rami Daoud Jaber    | Nicola Fearnley        | Mitsubishi Lancer Evo X  |
| 37  | Ricardo Triviño                 | Ricardo Triviño     | Sergio Salom           | Mitsubishi Lancer Evo X  |
| 38  | New Zealand World Rally Team    | Hayden Paddon       | John Kennard           | Subaru Impreza WRX STI   |

### WRC Academy
| N.º | Piloto              | Copiloto               |
| --- | ------------------- | ---------------------- |
| 67  | Matteo Brunello     | Michele Ferrara        |
| 100 | Calle Ward          | Morton Erik Adrahamsen |
| 101 | Alastair Fisher     | Daniel Barritt         |
| 102 | José Antonio Suárez | Cándido Carrera        |
| 103 | Andrea Crugnola     | Roberto Mometti        |
| 104 | Jan Černý           | Pavel Kohout           |
| 105 | Miko-Ove Niinemäe   | Timo Kasesalu          |
| 106 | Brenden Reeves      | Rhianon Smyth          |
| 107 | Sebastien Chadonnet | Thidault de la Haye    |
| 108 | Egon Kaur           | Mait Laidvee           |
| 109 | Craig Breen         | Gareth Roberts         |
| 110 | Yeray Lemes         | Rogelio Peňate         |
| 111 | Victor Henriksson   | Joel Ardell            |
| 112 | Sergey Karyakin     | Natalia Potapova       |
| 113 | Miguel Baldoni      | Fernardo Mussano       |
| 114 | Fredrik Åhlin       | Håkan Jacobsson        |
| 115 | Molly Taylor        | Rebecca Smart          |
| 116 | Criistian Riedemann | Michael Wenzel         |
| 118 | Timo van den Marel  | Erwin Berkhof          |

## Resultados

### Campeonato de Pilotos
| Pos  | Piloto                    | SWE | MEX | POR | JOR | ITA  | ARG | GRE | FIN | GER | AUS  | FRA | ESP | GBR  | Pts |
| ---- | ------------------------- | --- | --- | --- | --- | ---- | --- | --- | --- | --- | ---- | --- | --- | ---- | --- |
| 1    | Sébastien Loeb            | 6 2 | 1 2 | 2 3 | 3 1 | 1 1  | 1 1 | 2 2 | 1   | 2 3 | 10 3 | Ret | 1 1 | Ret  | 222 |
| 2    | Mikko Hirvonen            | 1   | 2 3 | 4   | 4 2 | 2 3  | 2 2 | 3 1 | 4 3 | 4   | 1    | 3   | 2   | Ret  | 214 |
| 3    | Sébastien Ogier           | 4 3 | Ret | 1 1 | 1 3 | 4    | 3   | 1 3 | 3 1 | 1 2 | 11   | 1 1 | Ret | 11 3 | 196 |
| 4    | Jari-Matti Latvala        | 3 1 | 3   | 3 2 | 2   | 18 2 | 7   | 9   | 2 2 | 14  | 2 2  | 4 3 | 3   | 1 1  | 172 |
| 5    | Petter Solberg            | 5   | 4 1 | 6   | Ret | 3    | 4 3 | 4   | 5   | 5 1 | 3 1  | EX  | Ret | Ret  | 110 |
| 6    | Mads Østberg              | 2   | 5   | 31  | 13  | 5    | 5   | 12  | 6   | Ret |      | 7   | 6   | 2    | 88  |
| 7    | Matthew Wilson            | 9   | Ret | 5   | 5   | 9    | 8   | 6   | 8   | 11  | 4    | 10  | Ret | 5    | 63  |
| 8    | Dani Sordo                |     |     |     |     | 6    |     |     | Ret | 3   |      | 2 2 | 4 2 | 20 2 | 59  |
| 9    | Henning Solberg           | Ret | 6   | 9   | 14  | Ret  | DNS | 5   | 7   | 7   | 14   | 6   | 8   | 3    | 59  |
| 10   | Kimi Räikkönen            | 8   |     | 7   | 6   |      |     | 7   | 9   | 6   | WD   | Ret | Ret | Ret  | 34  |
| 11   | Kris Meeke                |     |     |     |     | Ret  |     |     | Ret | Ret |      | Ret | 5 3 | 4    | 25  |
| 12   | Dennis Kuipers            | 13  | Ret | 10  | 9   | Ret  |     | 10  | 11  | 10  |      | 5   | 9   | 8    | 21  |
| 13   | Federico Villagra         |     | 9   | 8   | 7   | 17   | 6   | Ret |     |     |      |     | 16  |      | 20  |
| 14   | Khalid Al Qassimi         | 10  |     | 14  | 8   | 13   |     |     | 14  |     | 5    | 12  | 12  |      | 15  |
| 15   | Ott Tänak                 |     | 10  |     |     | 7    |     | Ret | 13  | 12  |      | 11  | 27  | 6    | 15  |
| 16   | Juho Hänninen             |     | 8   |     |     | 8    |     | 8   | 10  | 20  |      | 26  | 10  |      | 14  |
| 17   | Evgeny Novikov            |     | Ret |     |     | 14   |     | 20  | Ret | Ret | 23   |     | 7   | 7    | 12  |
| 18   | Hayden Paddon             |     |     | 11  |     |      | 9   |     | 19  |     | 6    |     | 34  | 13   | 10  |
| 19   | Martin Prokop             | 12  | 7   |     |     | 10   |     | 15  | 12  | 30  |      | 14  | 13  | 22   | 7   |
| 20   | Per-Gunnar Andersson      | 7   |     |     |     | 15   |     |     | 15  |     |      |     |     |      | 6   |
| 21   | Michał Kościuszko         |     |     | 24  |     |      | 20  |     | 25  |     | 7    |     | 22  | 16   | 6   |
| 22   | Ken Block                 | 14  | 12  | WD  |     |      | 18  |     |     | 17  | 19   | 8   | Ret | 9    | 6   |
| 23   | Armindo Araújo            |     |     | Ret |     | 12   |     | Ret | 20  | 8   |      | Ret | Ret | 10   | 5   |
| 24   | Oleksandr Saliuk, Jr.     | 32  |     | 20  |     |      |     |     | Ret |     | 8    |     | 30  |      | 4   |
| 25   | Peter Van Merksteijn, Jr. |     |     | 22  | Ret | Ret  | Ret | Ret |     | 9   | 13   | Ret | Ret | Ret  | 2   |
| 26   | Benito Guerra             |     | 12  | 18  |     |      | 15  |     | Ret |     | 9    |     | 24  | Ret  | 2   |
| 27   | Pierre Campana            |     |     |     |     |      |     |     |     | 18  |      | 9   |     |      | 2   |
| 28   | Bernardo Sousa            |     |     | Ret | 10  | Ret  |     | 11  | 24  | 35  |      | 15  | Ret |      | 1   |
| 29   | Patrik Flodin             | EX  |     | 29  |     | 19   | 10  |     | 22  | 27  |      |     | 21  | 14   | 1   |
| Pos. | Piloto                    | SWE | MEX | POR | JOR | ITA  | ARG | GRE | FIN | GER | AUS  | FRA | ESP | GBR  | Pts |

| Color     | Resultado                                              |
| Oro       | Ganador                                                |
| Plata     | 2ª plaza                                               |
| Bronce    | 3ª plaza                                               |
| Verde     | Finalizó (diez primeros)                               |
| Azul      | Finalizó                                               |
| Violeta   | No terminó (Ret)                                       |
| Negro     | Descalificado (DES)                                    |
| Blanco    | No empezó (DNS)                                        |
| Blanco    | Excluido (EX)                                          |
| Blanco    | Lesionado (LES)                                        |
| Sin color | No participó                                           |
| x1        | Puntos extra                                           |
| (x)       | Entre paréntesis, puntos no computables para el total. |

### Campeonato de Constructores
| Pos | Constructor                           | SWE | MEX | POR | JOR | ITA | ARG | GRE | FIN | GER | AUS | FRA | ESP | GBR | Pts |
| --- | ------------------------------------- | --- | --- | --- | --- | --- | --- | --- | --- | --- | --- | --- | --- | --- | --- |
| 1   | Citroën Total World Rally Team        | 22  | 25  | 43  | 40  | 37  | 40  | 43  | 40  | 43  | 14  | 25  | 25  | 6   | 403 |
| 2   | Ford Abu Dhabi World Rally Team       | 40  | 33  | 27  | 30  | 20  | 24  | 21  | 30  | 17  | 43  | 33  | 33  | 25  | 376 |
| 3   | M-Sport Stobart Ford World Rally Team | 18  | 18  | 4   | 3   | 18  | 14  | 12  | 14  | 4   | 12  | 16  | 12  | 33  | 178 |
| 4   | Petter Solberg World Rally Team       |     | 12  | 10  | 0   | 15  | 12  | 12  | 10  | 12  | 15  | Exc | 0   | 0   | 98  |
| 5   | FERM Power Tools World Rally Team     | 4   | 0   | 2   | 4   | 0   |     | 4   | 2   | 6   |     | 12  | 10  | 10  | 54  |
| 6   | Team Abu Dhabi                        | 6   |     | 1   | 6   | 6   |     |     | 1   |     | 10  | 4   | 8   | 10  | 54  |
| 7   | Munchi's Ford World Rally Team        |     | 6   | 6   | 8   | 4   | 8   |     |     |     |     |     | 6   |     | 38  |
| 8   | Monster World Rally Team              | 2   | 4   | 0   |     |     | 2   |     |     | 1   | 2   | 8   | Ret | 8   | 27  |
| 9   | Van Merksteijn Motorsport             |     |     | 0   | 0   | 0   | 0   | 0   |     | 8   | 4   | Ret | 4   | 0   | 16  |
| 10  | Brazil World Rally Team               |     |     | 0   | 0   | 1   | 0   | 0   |     | 0   | Ret | Ret | 2   | 4   | 7   |
| 11  | ICE1 Racing                           | Exc |     | Exc | Exc |     |     | Exc | Exc | Exc |     |     |     |     | -   |
| Pos | Constructor                           | SWE | MEX | POR | JOR | ITA | ARG | GRE | FIN | GER | AUS | FRA | ESP | GBR | Pts |

### Campeonato Super 2000
| Pos | Piloto               | MEX | JOR | ITA | GRE | FIN | GER | FRA | ESP | Pts |
| --- | -------------------- | --- | --- | --- | --- | --- | --- | --- | --- | --- |
| 1   | Juho Hänninen        | 2   |     | 2   | 1   | 1   | 4   | 5   | 1   | 133 |
| 2   | Ott Tänak            | 3   |     | 1   | Ret | 3   | 1   | 1   | 6   | 113 |
| 3   | Martin Prokop        | 1   |     | 3   | 5   | 2   | 6   | 3   | 3   | 106 |
| 4   | Bernardo Sousa       |     | 1   | Ret | 2   | 6   | 8   | 4   | Ret | 67  |
| 5   | Hermann Gassner, Jr. |     | 3   | 5   | 4   | 4   | 7   | Ret | 5   | 65  |
| 6   | Karl Kruuda          | 4   | 2   | 6   | 8   | 7   | 5   |     | 7   | 64  |
| 7   | Nasser Al-Attiyah    | EX  | Ret | 4   | 6   |     | 2   | Ret | 2   | 56  |
| 8   | Eyvind Brynildsen    |     | 5   | Ret | 7   | Ret | DNS | 2   | DNS | 34  |
| 9   | Albert Llovera       |     | 4   | Ret | 9   | Ret |     | DNS | 8   | 18  |
| 10  | Craig Breen          |     |     |     |     |     |     |     | 4   | 12  |
| 11  | Juilen Maurin        |     |     |     |     |     |     | 6   |     | 8   |
| 12  | Juha Salo            |     |     |     |     | 8   |     |     |     | 4   |
| 13  | Felix Herbold        |     |     |     |     |     | 9   |     |     | 2   |
| EXC | Frigyes Turán        |     | Ret | 7   | 3   | 5   | 3   | Ret |     | 0   |
| Pos | Piloto               | MEX | JOR | ITA | GRE | FIN | GER | FRA | ESP | Pts |

### Campeonato de Producción PWRC
| Pos | Driver                | SWE | POR | ARG | FIN | AUS | ESP | GBR | Pts |
| --- | --------------------- | --- | --- | --- | --- | --- | --- | --- | --- |
| 1   | Hayden Paddon         |     | 1   | 1   | 1   | 1   | 8   |     | 104 |
| 2   | Patrik Flodin         | EX  | 10  | 2   | 3   |     | 1   | 1   | 84  |
| 3   | Michał Kościuszko     |     | 7   | 10  | 5   | 2   | 2   | 2   | 71  |
| 4   | Martin Semerád        | 1   | 3   | 5   | Ret |     | 10  | EX  | 51  |
| 5   | Nicolás Fuchs         | 3   | Ret | 4   | Ret |     | 6   | 3   | 50  |
| 6   | Benito Guerra         |     | 4   | 6   | Ret | 4   | 3   | Ret | 47  |
| 7   | Valeriy Gorban        | 4   | 5   |     | 7   | 5   | 7   | 9   | 46  |
| 8   | Oleksandr Saliuk, Jr. | 7   | 6   |     | Ret | 3   | 5   | 8   | 45  |
| 9   | Dmitry Tagirov        | 6   | 12  | 3   | 9   |     | Ret | 4   | 37  |
| 10  | Gianluca Linari       | 5   | Ret | 8   |     | 6   | Ret | DNS | 22  |
| 11  | Jarkko Nikara         |     |     |     | 2   |     |     | Ret | 18  |
| 12  | Majed Al Shamsi       | 8   | 8   |     | Ret | 11  | Ret | 5   | 18  |
| 13  | Bader Al Jabri        | Ret | 9   |     | Ret | 10  | 4   |     | 15  |
| 14  | Oleksiy Kikireshko    | Ret | 11  |     | 8   | Ret | 9   | 8   | 14  |
| 15  | Mikko Pajunen         |     |     |     | 6   |     |     |     | 8   |
| 16  | Harry Hunt            |     | 13  | 11  | Ret | 9   | Ret | 7   | 8   |
| 17  | Ezequiel Campos       |     |     | 7   |     |     |     |     | 6   |
| 18  | Brendan Reeves        |     |     |     |     | 7   |     |     | 6   |
| 18  | Oleksiy Kikireshko    | Ret | 11  |     | 8   | Ret | 9   |     | 6   |
| 19  | Nathan Quinn          |     |     |     |     | 8   |     |     | 4   |
| 20  | Jukka Ketomäki        | Ret | 2   |     | 4   | Ret | Ret | DNS | 0   |
| 21  | Yuriy Protasov        | 2   | Ret | 9   | DNS |     |     |     | 0†  |
| Pos | Piloto                | SWE | POR | ARG | FIN | AUS | ESP | GBR | Pts |

### Academia WRC
- Nota:1 se refiere al número de tramos ganados, se concede un punto extra por cada tramo ganado.

| Pos | Piloto              | POR   | ITA | FIN   | GER | FRA   | GBR  | Pts |
| --- | ------------------- | ----- | --- | ----- | --- | ----- | ---- | --- |
| 1   | Craig Breen         | Ret 5 | 8 4 | 2 5   | 1 5 | Ret 6 | 1 14 | 111 |
| 2   | Egon Kaur           | 1 3   | 1 5 | 1 5   | 8   | Ret   | 2 1  | 111 |
| 3   | Alastair Fisher     | 5 2   | Ret | Ret 4 | 9   | 1 3   | 3 1  | 62  |
| 4   | Yeray Lemes         | Ret 1 | Ret | 6 1   | 2 7 | 3 6   | 9    | 58  |
| 5   | Brendan Reeves      | 4     | 5 2 | 4     | 13  | Ret   | 14 1 | 37  |
| 6   | Andrea Crugnola     | 7     | 6 2 | Ret   | 3   | Ret   | 8    | 35  |
| 7   | Jan Černý           | Ret   | 4   | 5     | 5 1 | Ret   | Ret  | 33  |
| 8   | Christian Riedemann | 3     | Ret | 7     |     | Ret   | 4    | 33  |
| 9   | José Antonio Suárez | Ret   | Ret | 10    | 4   | 2 1   | 11   | 32  |
| 10  | Fredrik Åhlin       | Ret 1 | 3   | Ret 1 | 6   | 8     | 13   | 29  |
| 11  | Molly Taylor        | 8     | Ret | 9     | 14  | 5     | 5 1  | 27  |
| 12  | Timo van den Marel  | 10    | Ret | 3     | 10  | 6     | Ret  | 25  |
| 13  | Miko-Ove Niinemäe   | Ret   | 7   | 8     | 11  | 7     | 10   | 17  |
| 14  | Sergey Karyakin     | Ret   |     |       | 12  |       | 6    | 8   |
| 15  | Miguel Baldoni      | 6     | 2   | Ret   | Ret | †     |      | 1   |
| Pos | Piloto              | POR   | ITA | FIN   | GER | FRA   | GBR  | Pts |